# Nancy Dalberg
Nancy Dalberg (* 6. Juli 1881 in Drøsselbjerg; † 28. September 1949 in Frederiksberg) war eine dänische Komponistin.

## Leben
Die Tochter des Fabrikanten Christian Hansen wuchs auf Fünen auf und hatte bereits als Kind Klavierunterricht. Bereits seit ihrer Kindheit kannte sie die zwanzig Jahre ältere Komponistin Hilda Sehested. Sie wurde Klavierschülerin von Ove Christensen und hatte 1907 bei einem Wohltätigkeitskonzert ihren ersten öffentlichen Auftritt als Pianistin, bei dem sie Werke von Mozart, Beethoven und Chopin spielte.
Nach einer Armverletzung gab sie das Klavierspiel auf und nahm Kompositionsunterricht bei Fini Valdemar Henriques und seit 1909 bei Johan Svendsen, nach dessen Tod bis 1913 bei dem berühmten Carl Nielsen. Nielsen führte sie vor allem in die Instrumentation ein und vertraute ihr die Instrumentation eigener Kompositionen wie Aladdin und Fynsk Forår an.
Dalbergs eigenes kompositorisches Werk entstand zwischen 1914 und dem Ende der 1930er Jahre. Bei einem privaten Konzert 1914 wurde mit Erfolg ihr erstes Streichquartett uraufgeführt. Bei einem öffentlichen Konzert im Folgejahr wurden neben dem Streichquartett ein Scherzo für Streichorchester, ein Andante serioso und Fantasiestück für Cello und Klavier sowie Lieder aufgeführt.
1917 komponierte Dalberg als erste Frau in Dänemark eine Sinfonie, im Folgejahr ein Capriccio für Orchester, beide Werke wurden unter Nielsens Leitung aufgeführt. In den folgenden Jahren entstanden überwiegend kammermusikalische Werke, darunter zwei weitere Streichquartette, deren letztes Nielsen gewidmet war, und zwei Fantasiestücke für Violine und Klavier, deren zweites Dalberg dem Geiger Emil Telmányi widmete.
Nach einer Nordafrikareise 1922–23 komponierte Dalberg eine Arabische Musik aus der Sahara für Oboe, Viola und Schlagzeug. Daneben entstanden Lieder vorwiegend nach Texten zeitgenössischer dänischer Dichter wie Mads Nielsen, Thor Lange und Hans Hartvig Seedorff Pedersen, die von Sängern wie Anders Brems, Else Ammentorp und Ingeborg Steffensen ins Repertoire aufgenommen und bekannt gemacht wurden.